# 形式ニューロン
形式ニューロン（けいしきニューロン）の記事では、1943年に神経生理学者・外科医であるウォーレン・マカロックと論理学者・数学者であるウォルター・ピッツが発表したA Logical Calculus of the Ideas Immanent in Nervous Activityで扱われた、モデル化されたニューロンについて述べる（原典では議論の対象であるニューロンについて明確な呼び名を与えておらず、後世の論者からの呼称は formal neuron の他、いろいろある）。人工ニューロン・ニューラルネットワークの研究を発表した先駆として、後のパーセプトロンの提案などに影響を与えた（コネクショニズムも参照）。伝達関数（活性化関数）として、ヘヴィサイドの階段関数を使い、入出力の値は 0 または 1 の二値だけをとるということに特徴がある。

## 概要
彼らは、各ニューロンとして以下のようなモデルを示し、その多層構造で XOR も扱える（すなわち、線形非分離な問題も扱える）ということを示した。さらにこれを使って、チューリングマシンと同等の計算能力を持つシステムが可能であるとした（これはチャーチ＝チューリングのテーゼによって、重要だとみなされた）。
ニューロンのモデルは、以下の通り。入出力は 0 または 1 である。
- w：重みづけ（実数）
- x：入力信号（0 または 1）
- h：しきい値（実数）
- H：ヘヴィサイドの階段関数（出力は 0 または 1）

{\displaystyle H(\sum _{i=1}^{N}w_{i}x_{i}-h)}
実例としては、以下の通り。XOR は3層、他は2層である。
AND
{\displaystyle H(x_{1}+x_{2}-1.5)}
OR
{\displaystyle H(x_{1}+x_{2}-0.5)}
NOT
{\displaystyle H(-x_{1}+0.5)}
XOR
{\displaystyle H(x_{1}+x_{2}-2H(x_{1}+x_{2}-1.5)-0.5)}

## 擬似コード
以下の擬似コードはマカロックとピッツの形式ニューロンの実装例である。入力は真理値（真または偽）、出力も真理値である。オブジェクト指向的モデルとなっている。トレーニング方法は定義されていない。関数型のモデルであれば、TLUクラスの代わりにTLUという関数が、入力ベクトルと重み付けベクトルとしきい値を引数とし、真理値を出力とするものになるだろう。
```
 
class
 TLU 
defined as:

  
data member
 threshold 
:
 number
  
data member
 weights 
: list of
 numbers 
of size
 X
  
function member
 fire( inputs 
: list of
 booleans 
of size
 X ) 
:
 boolean 
defined as:

   
variable
 T 
:
 number
   T 
←
 0
   
for each
 i 
in
 1 
to
 X 
:

    
if
 inputs(i) 
is
 true 
:

     T 
←
 T + weights(i)
    
end if

   
end for each

   
if
 T > threshold 
:

    
return
 true
   
else:

    
return
 false
   
end if

  
end function

 
end class
```

## 注・参照
1. ↑  Warren S. McCulloch; Walter Pitts (December 1943). “A logical calculus of the ideas immanent in nervous activity”. The bulletin of mathematical biophysics (Kluwer Academic Publishers) 5 (4):  115-133. doi:10.1007/BF02478259.
2. ↑  これは後に「単層パーセプトロン」では不可能だと示された問題であるため言及される。